# DNA逆轉錄病毒
雙鏈去氧核糖核酸逆轉錄病毒（ds-DNA RT）是巴爾的摩病毒分類系統中的第七類病毒（Group VII）。這類病毒一般不被認為是DNA病毒（該分類中的Group I&II），而被認為是逆轉錄病毒（該分類的Group VI&VII），因為這類病毒的增值需要以RNA作為橋樑。包括肝去氧核糖核酸病毒科(hepadnaviridae肝病毒科)和花椰菜病毒科(Caulimoviridae)。
此類病毒也可以稱做擬逆轉錄病毒（pararetrovirus） ，這個詞是1985年出現的。
其過程經歷：
dsDNA（雙鏈DNA）→(+)ssRNA（正義單鏈RNA）→(-)ssDNA（反義單鏈DNA）→(±)dsDNA（雙鏈DNA）→mRNA（信使RNA）